# Dreschen

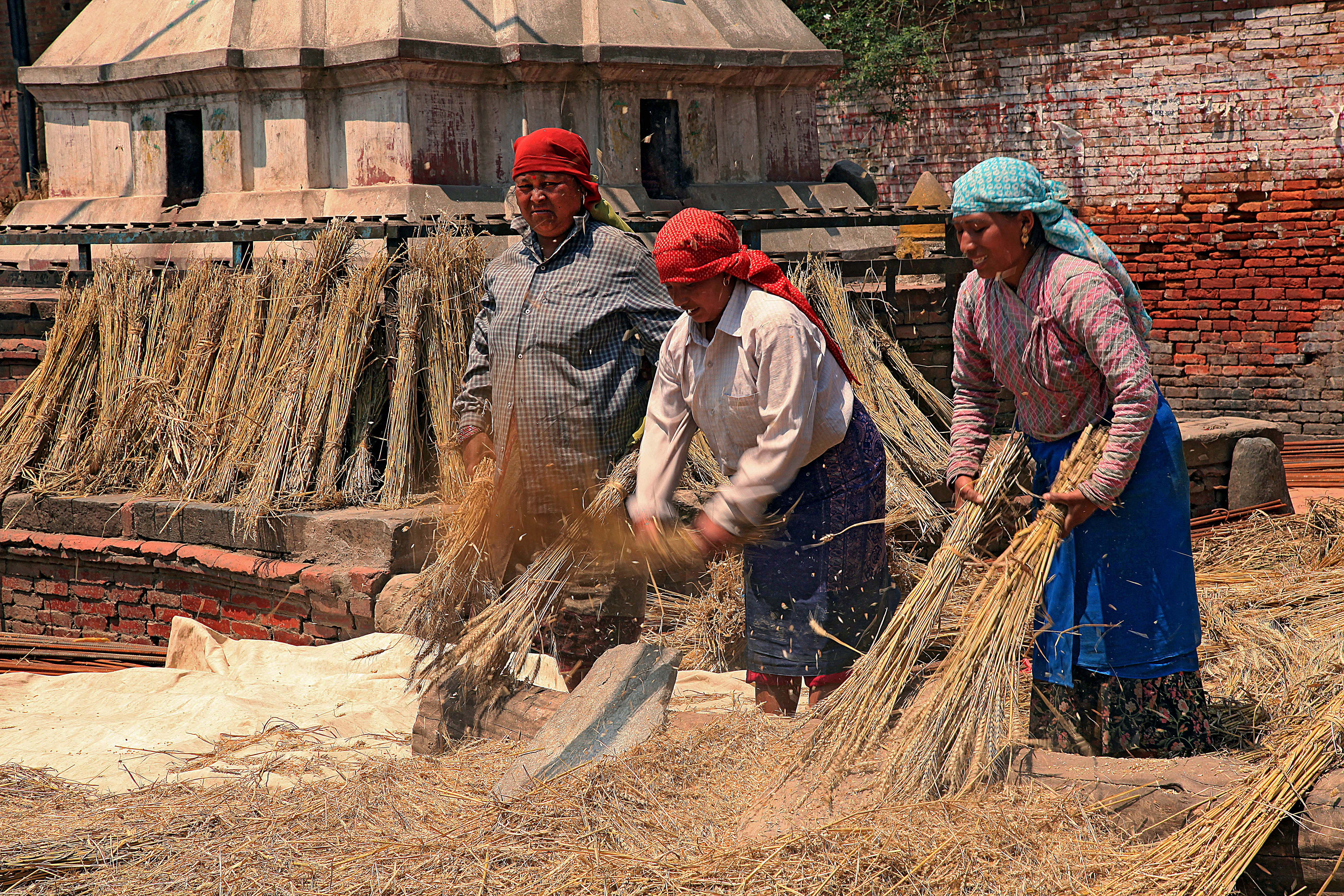
Weizendreschen in Nepal

Dreschen bezeichnet den mechanischen Prozess des Herauslösens der Körner bei der Ernte von Druschfrüchten. Aus dem dabei entstehenden Gemisch aus Stroh, Spreu und Körnern wird zuerst das Stroh (Lang- und Kurzstroh) abgesiebt, danach werden Spreu und Körner getrennt. Ähnlich verläuft das Ausdreschen der Samen von Hülsenfrüchtlern von den Hülsen, unter anderem durch Ausreiten. Hierzu zieht ein Pferd ein Gewicht über das Getreide. 
Mit dem Substantiv der Drusch wird einerseits der Vorgang des Dreschens bezeichnet, andererseits dessen Ergebnis, das Gedroschene.

## Geschichte

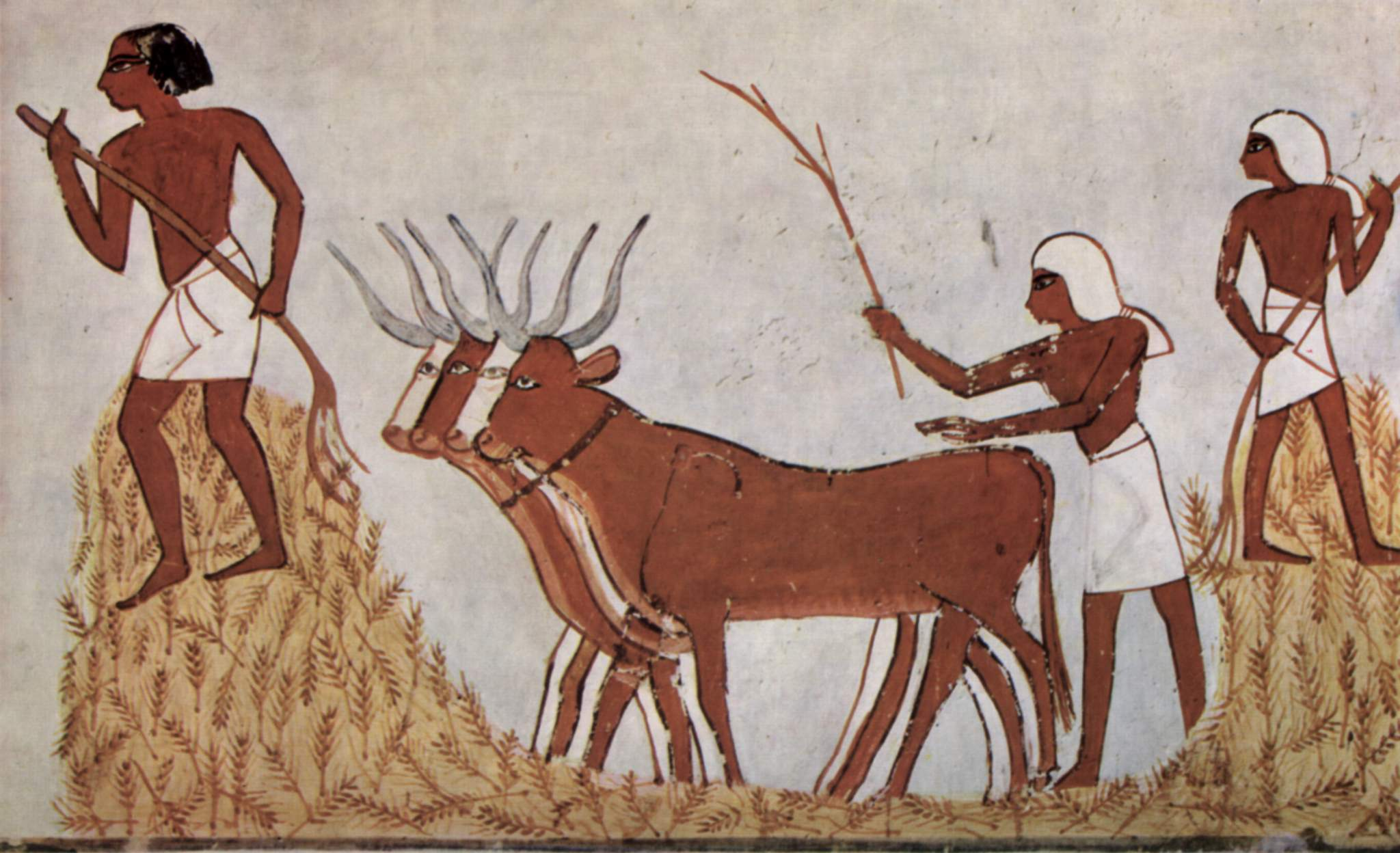
Grabkammer des Menna, Ackerschreiber des Königs, Szene: Dreschen von Getreide (Ägypten, 1422–1411 v. Chr.)

Seit der frühesten Getreideverarbeitung im Neolithikum stellt sich die Frage nach den Geräten zum Ausdreschen. Das einfachste Hilfsmittel ist der Dreschstock. Dreschstöcke sind erstmals in der Siedlung von Egolzwil 3 zur Zeit der Egolzwiler Kultur (um 4200 v. Chr.) belegt.  In trocknen Klimazonen ist der Dreschschlitten ein sehr altes Gerät, das sich archäologisch durch die eingesetzten Kratzer aus Feuerstein belegen lässt. Die ältesten Abbildungen von Dreschschlitten stammen aus Uruk (4. Jahrtausend v. Chr.). In Mittel- und Nordeuropa lässt sich seine Verwendung nicht belegen.
Das „Ausreiten“ durch Rinder ist durch Darstellung in Ägypten und Beschreibungen in der Ilias belegt:
Wie wenn ein Mann ins Joch breitstirnige Stiere gespannet,

weiße Gerste zu dreschen auf rundgeebneter Tenne;

leicht wird zermalmt das Getreide vom Tritt der brüllenden Rinder.
Der Einsatz des Dreschflegels erfordert weniger Kraft als der des Dreschstocks. Dreschflegel wurden – auch in Teilen Europas – bis zur Mitte des zwanzigsten Jahrhunderts verwendet. Der sogenannte Flegel des Osiris (auch mit Min, Ptah, Sokar und Chnum sowie dem Pharao bei dem Sed-Fest abgebildet), bereits in der prädynastischen Zeit Ägyptens nachgewiesen, ist dagegen kein Erntegerät, er wird als Fliegenwedel oder Gerät zur Ernte von Ladanum gedeutet.
Der Dreschblock (auch Dreschwalze genannt) vereinfacht die Arbeit weiter. Er ist eine konische Walze, die von einem Pferd im Kreis über das Getreide gezogen wird. Ein solches Gerät wird im Museumsdorf Cloppenburg gezeigt und erläutert.
In der Neuzeit wurden diese Geräte durch Dreschmaschinen ersetzt, was letztlich zur Entwicklung des mobilen Mähdreschers führte. Dieser verfügt heute über verschiedene Erntevorsätze je nach zu erntender Frucht. In den Vereinigten Staaten setzte sich die Dreschmaschine in den 1840er und 1850er Jahren durch.

## Ablauf

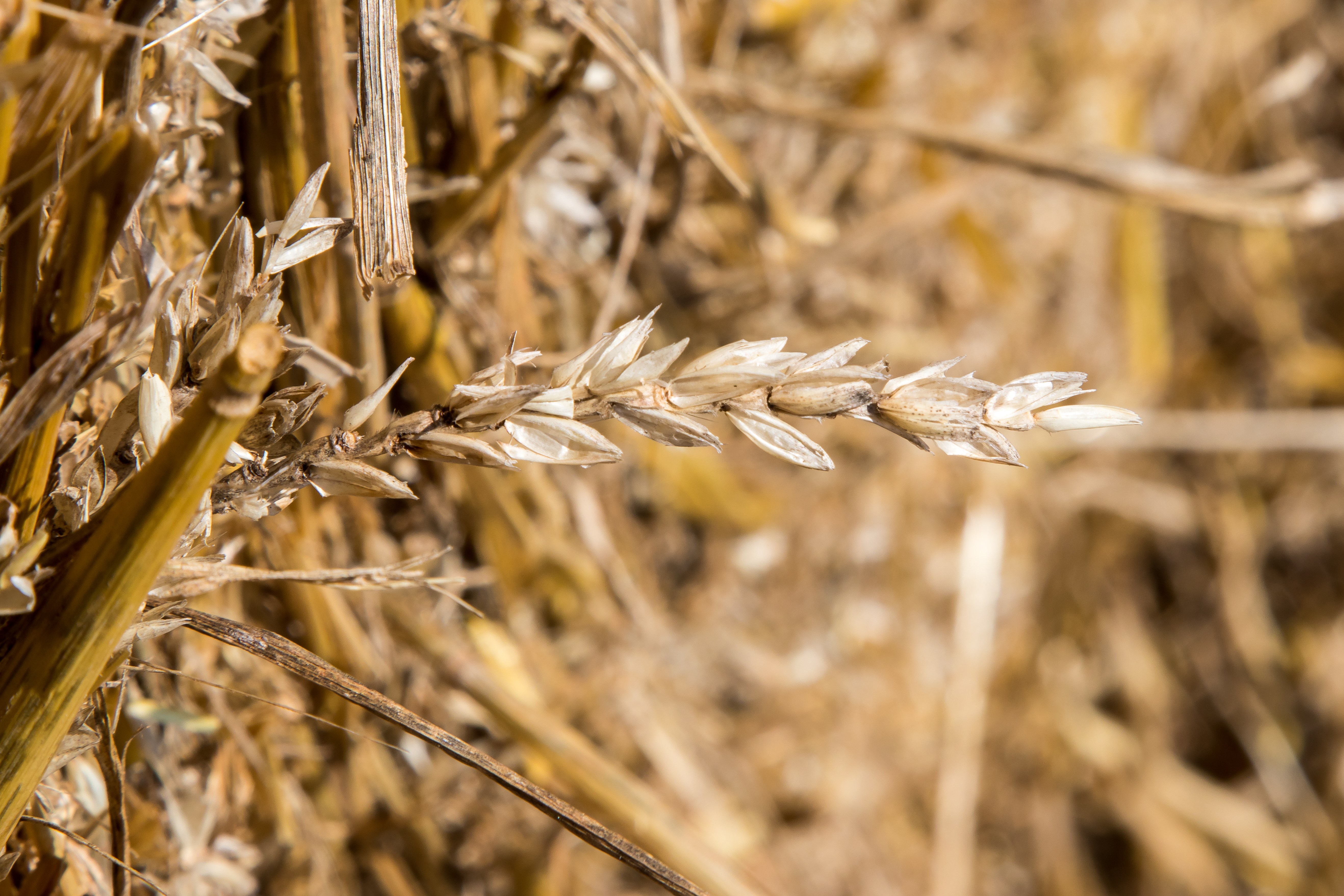
Ähre nach dem Herauslösen der Körner durch Dreschen

Egal ob mit Dreschstock, Schlitten, Walze, Flegel oder durch Ausreiten – es kommt darauf an, die trockene Frucht aus den Ähren, den Spelzen oder den Hülsen zu lösen. Das geschieht auf einer halbwegs ebenen, glatten Unterlage, z. B. einem mit Steinplatten ausgelegten Dreschplatz unter freiem Himmel oder der Tenne eines Bauernhauses. Danach wird mit Forken das Langstroh abgenommen. Das übrig gebliebene Gemisch aus Kurzstroh, Früchten und Staub muss gereinigt werden. Das geschieht per Hand durch Windsichten mit Hilfe einer Worfel oder in einer Rotationsworfelmaschine (auch Windfege oder Staubmühle genannt). Bei letzterer wird durch den erzeugten Wind das leichte Stroh und der Staub weggepustet. Die schweren Früchte fallen durch Siebe nach unten und rutschen über eine schräge Ebene in einen Behälter, aus dem sie mit der Schaufel in einen Sack gefüllt werden können.

## Druschfrüchte
In erster Linie werden die verschiedenen Getreidearten (Gerste, Weizen, Roggen, Mais, Triticale) oder Rispen (Hafer) als Druschfrüchte bezeichnet. Weitere Druschfrüchte sind Leguminosen (Bohnen, Erbsen) und Ölpflanzen (Raps, Sonnenblumen, Soja).

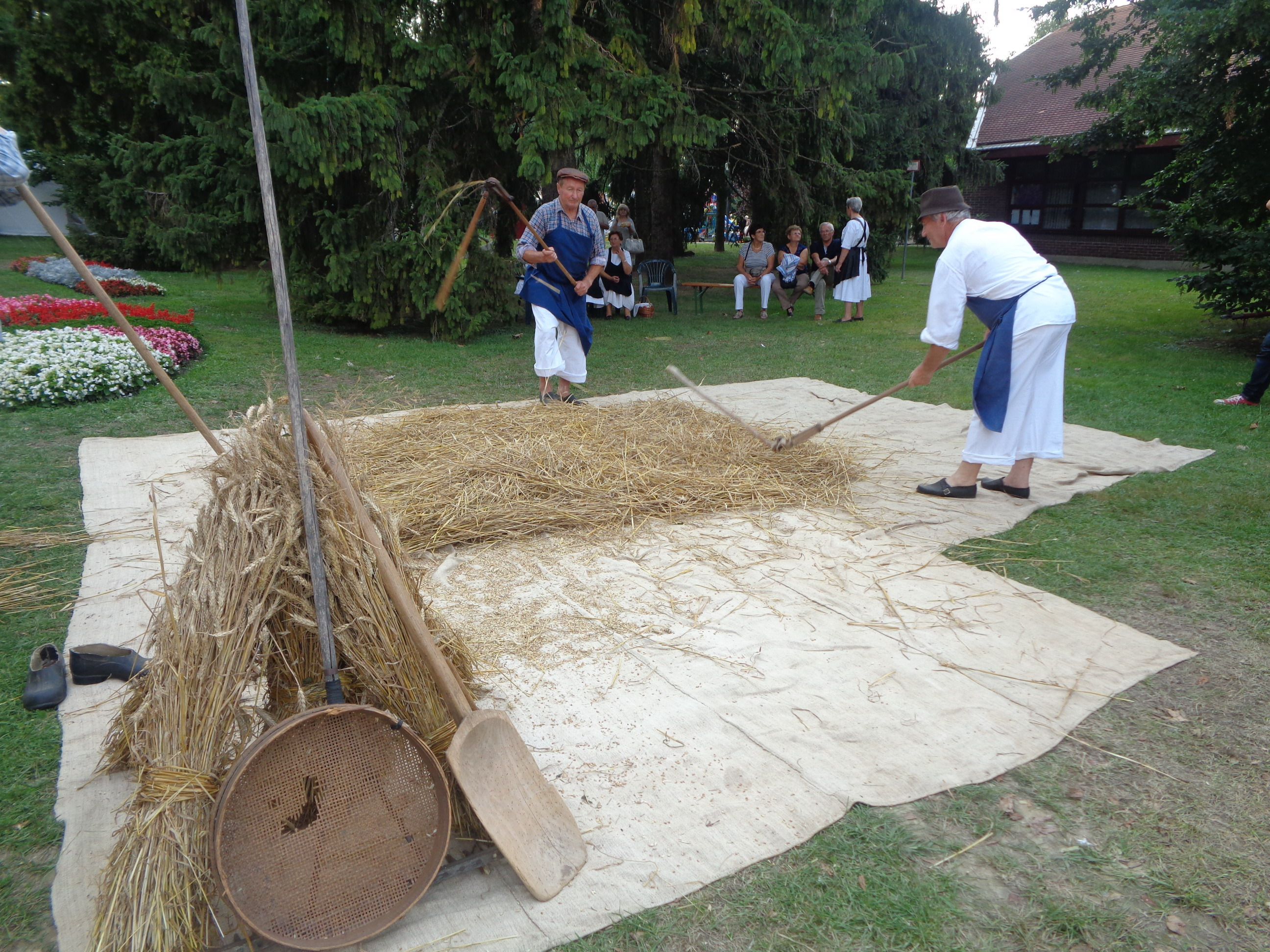
Dreschen von Getreide in Međimurje, Nordkroatien

Im weiteren Sinne sind auch sämtliche Samen von Ackerfrüchten, wie beispielsweise von Gras, Hanf, Tabak oder verschiedenen Zwischenfrüchten Druschfrüchte.

## Druscharten bei Dreschmaschinen
Mit dem Aufkommen des Mähdreschers wurde es möglich, die zu dreschende Frucht gleichzeitig zu ernten und zu dreschen, der Mähdrusch. Es ist weiterhin möglich, den Mähdrescher nicht mit einem Schneidwerk, sondern einem Pickup zu versehen, der bereits geschnittenes, aber noch nicht gedroschenes Getreide aufnimmt. Diese Form wird als Schwadendrusch bezeichnet. Als Hockendrusch bezeichnet man das Dreschen von Getreidebunden mit einem Standdrescher, beim Standdrusch wird meist loses Getreide in den Drescher eingelegt und ausgedroschen. Standdrusch, Hockendrusch und Schwadendrusch sind bei der Grassamenernte zeitaufwändiger und unwirtschaftlicher als Mähdrusch.

## Umgangssprache
Umgangssprachlich wird der Begriff für schlagen wie zum Beispiel Bälle dreschen oder jemanden verdreschen und in bestimmten feststehenden Formulierungen wie Phrasen dreschen verwendet.